# محافظة نونغ خاي
محافظة نونغ خاي (بالتايلندية: หนองคาย) و(بالإنجليزية: Nong Khai)‏ هي واحدة من محافظات تايلاند الخمس والسبعين تجاور محافظة ناخون فانوم ومحافظة ساكون ناخون ومحافظة ودون تاني ومحافظة لويي، وفي الشمال تحدها لاوس عبر محافظة فيينتيان.

## الجغرافيا
يشكل نهر ميكونغ حدود محافظة نونغ خاي والذي يفصلها عن لاوس ولا تبعد عاصمة لاوس فيينتيان سوى 25 كيلومترا عن عاصمة المحافظة موينج نونغ خاي ويربط المحافظة في لاوس جسر الصداقة الذي تم إنشاءه في عام 1994 والذي يعبر نهر ميكونغ

## التاريخ
علي مر التاريخ كانت المحافظة مكانا للتنازع بين تايلاند ولاوس والتي بدأت من على مر القرون تأرجحت المحافظة بين المماليك السابقة في كل من تايلاند ولاوس عبر الحروب التي دارت في التاريخ بينهم.

## التقسيمات الادارية
تنقسم المحافظة إلى 17 مقاطعة رئيسية التي تنقسم بدورها إلى 115 بلدية و 1099 قرية
| 1. موانج نونغ خاي 2. تا بو 3. بوينج كان 4. فون شيراون 5. فون فاساي 6. سو فاساي 7. ساي شانغ ماي 8. سانجخوم 9. سيكا | 1. باك كات 2. بوينج خونغ لونغ 3. سي ويلي 4. بيانج كلا 5. ساكراي 6. فاو راي 7. راتاناوابي 8. فاو تاك |